# Сен-Пар-о-Тертр
Сен-Пар-о-Тертр (фр. Saint-Parres-aux-Tertres) — коммуна во Франции, находится в регионе Шампань — Арденны. Департамент — Об. Входит в состав кантона Труа-1. Округ коммуны — Труа.
Код INSEE коммуны — 10357.
Коммуна расположена приблизительно в 145 км к юго-востоку от Парижа, в 80 км южнее Шалон-ан-Шампани, в 4 км к востоку от Труа. Стоит на реке Барс.

## Население
Население коммуны на 2008 год составляло 2854 человека.
| 1962 | 1968 | 1975 | 1982 | 1990 | 1999 | 2008 |
| ---- | ---- | ---- | ---- | ---- | ---- | ---- |
| 1635 | 1808 | 2088 | 2402 | 2411 | 2615 | 2854 |

## Администрация
| Период | Период | Фамилия       | Партия | Примечания |
| ------ | ------ | ------------- | ------ | ---------- |
| 1999   | 2001   | Андре Гравель |        |            |
| 2001   | 2014   | Колет Рота    |        |            |

## Экономика
В 2007 году среди 1720 человек в трудоспособном возрасте (15—64 лет) 1238 были экономически активными, 482 — неактивными (показатель активности — 72,0 %, в 1999 году было 69,4 %). Из 1238 активных работали 1166 человек (591 мужчина и 575 женщин), безработных было 72 (34 мужчины и 38 женщин). Среди 482 неактивных 197 человек были учениками или студентами, 183 — пенсионерами, 102 были неактивными по другим причинам.

## Достопримечательности
- Церковь Сен-Пар[фр.] (XVI век). Памятник истории с 1942 года[3]
- Замок XVIII века. Памятник истории с 1979 года[4]